# 格拉訥河
52°09′07″N 7°37′46″E / 52.1519269°N 7.6294556°E

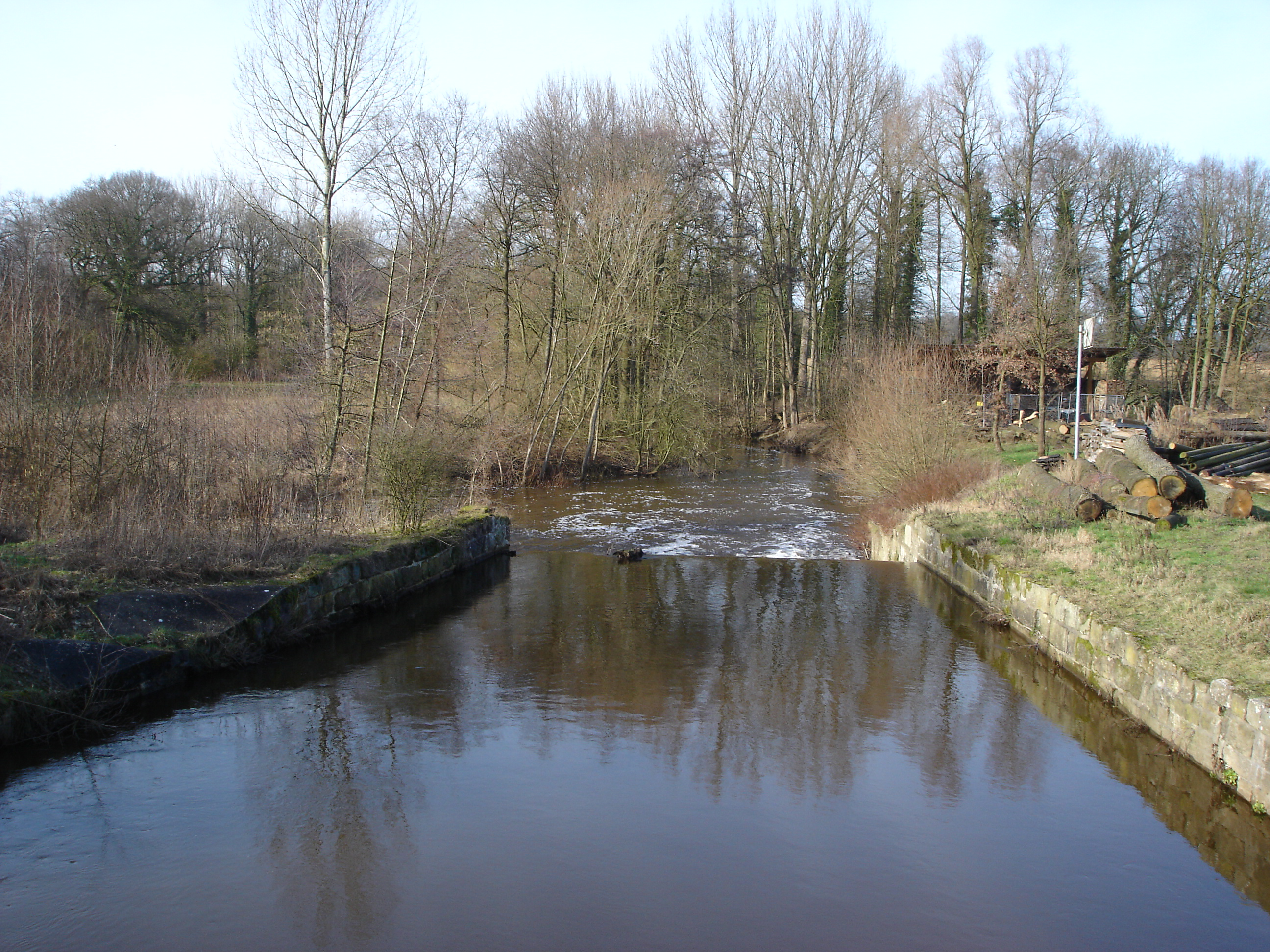
格拉訥河

格拉訥河（德語：Glane）是德國的河流，位於該國西部，處於北萊茵-威斯特法倫州，屬於埃姆斯河的右支流，河道全長35公里，流域面積354平方公里，河口處在薩爾貝克附近。